# FS ALn 40
L'autorail FS ALn 40 est un autorail monocaisse à moteur diesel conçu et construit par Fiat Ferroviaria pour le transport rapide dans des conditions de luxe et de confort très élevés des voyageurs sur le réseau des FS Ferrovie dello Stato et d'autres sociétés de chemin de fer dans les années 1930. Les FS ont disposé de 25 unités.

## Histoire
Les Chemins de fer italiens (FS) ont très tôt utilisé des autorails pour le transport de voyageurs sur de courtes distances mais également sur de longs trajets. Pour faire face à la croissance de la demande de conditions de transport toujours plus confortables et luxueuses sur les lignes non encore électrifiées entre le nord et la capitale Rome, les FS ont acquis, auprès du constructeur italien Fiat Ferroviaria 25 exemplaires de la rame Fiat 015 qui sera immatriculée FS ALn 40, selon les règles en vigueur en Italie.
Fiat Ferroviaria livra 24 exemplaires en 1936 et un en 1937.
Les luxueuses rames FS ALn 40 ont connu leurs heures de gloire durant les années d'avant guerre sur les lignes Rome-Bologne-Milan-Turin et Rome-Gènes-Turin en correspondance avec les rames FS ETR.200 lorsque toutes les lignes du nord de l'Italie n'étaient encore pas électrifiées.
Avec le déclenchement de la Seconde Guerre mondiale, l'Italie a du renoncer aux liaisons ferroviaires rapides de luxe et très curieusement, 12 unités ont été revendues en 1940 au constructeur italien qui les avaient fabriquées. En 1943, les unités ALn 40.1002, 1003, 1004, 1008 et 1025 sont vendues à la compagnie "Ferrovia Torino Nord", FTN, devenue plus tard SATTI, et aujourd'hui Gruppo Torinese Trasporti - GTT qui les utilisa sur la ligne Turin Porta Susa-Settimo-Rivarolo Canavese-Castellamonte/Pont après avoir transformé ces rames en autorails traditionnels avec la suppression de la cuisine, en portant la capacité à 70 places assises. ces rames ont par contre conservé leur dénomination An.40.
À la fin de la guerre, comme partout, les caténaires des lignes ferroviaires étaient souvent détruites ou n'étaient plus alimentées à la suite de la destruction des centrales électriques ou des lignes haute tension. C'est alors que les autorails à moteur diesel reprirent de l'importance en raison de leur souplesse d'utilisation. En début d'année 1946, les FS rachètent à Fiat Ferroviaria quatre des  unités précédemment vendues ALn 40.1001, 1007, 1010 et 1011, Fiat ayant, entre-temps, vendu les 8 autres unités aux Chemins de fer bulgares BDŽ. Ces rames assurèrent de nouveau les liaisons rapides entre Milan et Rome jusqu'à la fin de l'électrification de cette importante ligne italienne à travers les Apennins avant d'être utilisées sur des lignes traditionnelles après avoir été transformées en autorails classiques avec une capacité de 70 passagers.
Les rames FS ALn 40 ont été radiées durant l'année 1966 et l'ALn 40.001 a été conservée au Musée FS de Pietrarsa.

## La technique

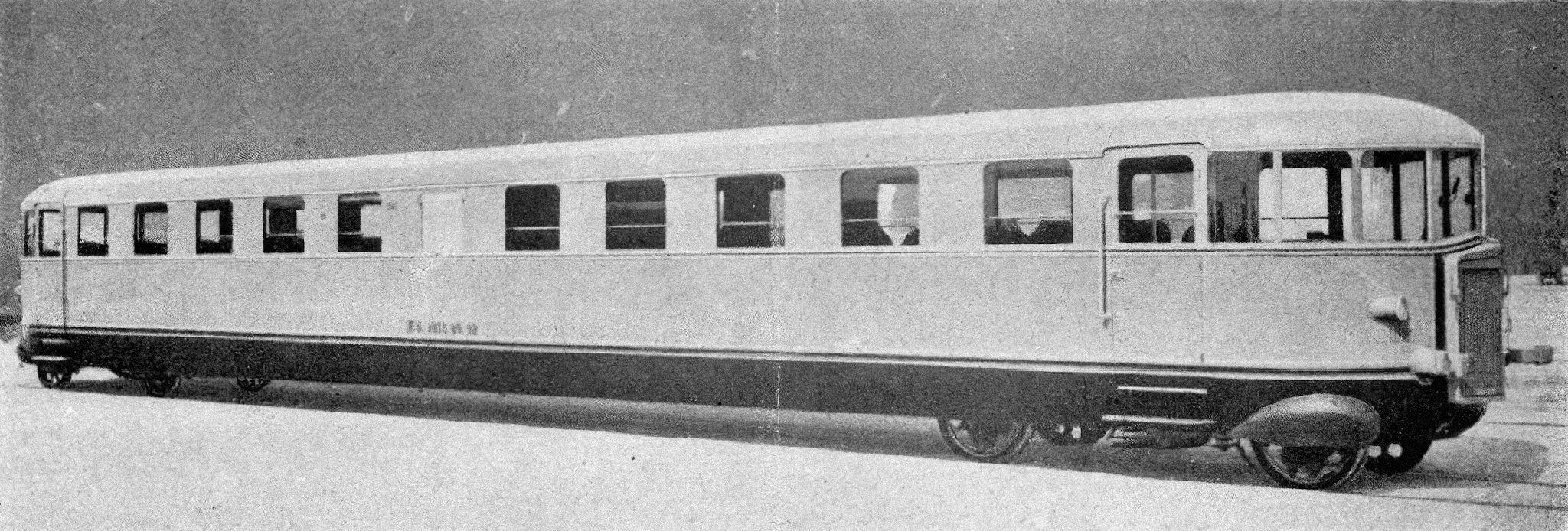
Autorail ALb/ALn 80

Les autorails FS ALn 40 reprenaient la base des FS ALn 80 mais avec quelques modifications. La caisse était plus longue de 70 cm et l'implantation des fenêtres était en relation avec l'aménagement intérieur dont le nombre de places assises comprenait 40 fauteuils avec dossier réglable. La rame disposait d'une cuisine destinée à confectionner tous les repas à bord servis à la place. À l'époque, il n'était pas question de servir des plateaux repas dans un train de grand luxe. La rame comprenait 17 fauteuils en 1ère classe avec une distance entre eux de 1,70 mètre et 23 fauteuils en 2ème classe avec une distance entre eux de 1,64 mètre. (ces valeurs sont à comparer avec celles du TGV français en 1ère classe qui est actuellement (2019) de 1,44 mètre!). La rame était divisée en deux compartiments, un par classe avec des toilettes indépendantes pour chaque compartiment.
L'autorail « ALn 40 »  est la dernière évolution des autorails de la gamme Fiat Littorina construits par Fiat Ferroviaria sur les indications du « Service Matériels et Traction des FS-Ferrovie dello Stato ». La caisse était composée d'une structure tubulaire soudée qui reposait directement sur deux boggies. Aux extrémités on trouvait les dispositifs d'accrochage avec des tampons. Ces rames ont été transformées dans les années 1950 pour fonctionner en unités multiples couplées.
Les boggies étaient très simples, formés d'un châssis en acier soudé composé de deux longerons qui recevaient la caisse avec des rouleaux de glissement. Les suspensions étaient à lames courtes de même type que sur les camions Fiat V.I.. L'axe du support était placé de façon asymétrique par rapport au centre de la caisse pour augmenter l'appui sur l'essieu moteur. Le moteur était situé au-dessus du premier essieu et toute la mécanique était concentrée sur l'emprise du boggie, ce qui aurait permis de remplacer très rapidement l'ensemble en cas d'incident grave.
Les autorails ALn 40 étaient équipés de deux puissants moteurs diesel Fiat type 357, 6 cylindres en ligne développant 150 ch à 1 700 tr/min. Le moteur était un élément très classique de Fiat, en fonte avec des soupapes en tête et un rapport de compression de 15:1.
La structure du moteur représentait un saut qualitatif par rapport aux autres moteurs montés précédemment sur les autorails. La transmission était assurée par une boîte de vitesses Fiat à 4 vitesses avec un embrayage multi-disques et un arbre de transmission doté de joints doubles, élastiques coulissants, et d'un pont réducteur dont le rapport était de 1/2,44 avec dispositif roue libre. Les radiateurs de refroidissement d'eau étaient placés en façade, devant les moteurs à chaque extrémité. Ces solutions techniques seront maintenues par les FS sur tous les autorails de la première génération.
L'installation électrique fonctionnait sous 24 V avec des batteries rechargées par une dynamo sur le moteur. Deux compresseurs garantissaient les besoins en air comprimé pour les services auxiliaires et les freins. Les freins étaient composés d'un système à air comprimé agissant sur les roues par des tambours selon le même principe que les camions et un frein à main agissant sur les boggies.

## Unités conservées
Deux unités ALn 40.001 & 004 ont été conservées, la 001 des FS et la 004 par Gruppo Torinese Trasporti - GTT qui l'a cédée à la Fondation FS en septembre 2018 pour une restauration complète et, une foi remises en état, sera destinée à des services touristiques.